# Eva Zaoralová
Eva Zaoralová (roz. Šebánková; 28. listopadu 1932 Praha – 10. března 2022) byla česká filmová publicistka, specializující se především na francouzský a italský film. Od poloviny 90. let působila ve vedení karlovarského filmového festivalu.

## Životopis
Narodila se 28. listopadu 1932 v Praze jako jedináček v rodině architekta Jana Šebánka a jeho ženy Marie Šebánkové. I dědeček z matčiny strany Viktorin Šulc byl povoláním architekt. Po studiu na pražském Akademickém gymnáziu ve Štěpánské ulici vystudovala francouzštinu a češtinu na Filozofické fakultě Univerzity Karlovy v Praze – a to včetně absolvované jazykové stáži díky její znalosti francouzštiny a italštiny –, kde jí byl také přiznán titul PhDr. Původně chtěla studovat dějiny umění, ale obor byl považován za "buržoazní" a její původ jí ve studiu zabránil. Její otec jí díky svým konexím dostal na architekturu, ale po prvním semestru přestoupila na již zmíněnou filozofickou fakultu. Následně se věnovala překládání z francouzštiny a italštiny (dle Souborného katalogu NK ČR např. Giuseppe Dessì, Federico Fellini, Goffredo Parise, Michelangelo Antonioni, Alba de Céspedes, Sveva Casati Modignani, Pierre Daninos, Georges Simenon, Cesare Pavese, Carlo Fruttero, Alberto Bevilacqua, Fred Kassak).
V roce 1956 nastoupila ve Výboru československých žen, kde pracovala sedm let. Díky své znalosti francouzštiny a také italštiny se postupně vypracovala v tlumočnici, která jezdila s delegacemi žen do kapitalistické ciziny. Postupně začala překládat.
Od začátku 60. let spolupracovala s filmovými časopisy Kino a Film a doba, po roce 1989 se stala šéfredaktorkou druhého z nich. Spolupracovala také s magazínem Světová literatura a s nakladatelstvím Odeon. Přednášela filmovou historii na Filmové a televizní fakultě Akademie múzických umění v Praze.
Od sedmdesátých let pravidelně jezdila na Mezinárodní filmový festival Karlovy Vary a účastnila se také zahraničních festivalů, později zejména v zemích východního bloku.
Od roku 1994 působila vedle herce Jiřího Bartošky ve vedení Mezinárodního filmového festivalu Karlovy Vary, v letech 1995 až 2010 jako jeho umělecká ředitelka. Od roku 2011 ji v této pozici vystřídal Karel Och a Zaoralová působila jako umělecká poradkyně festivalu. Zasedala v porotách mnoha filmových festivalů (Benátky, Berlín, Cannes, Mannheim, Wiesbaden, Antalya).
Zemřela 10. března 2022.

### Ocenění
Dne 28. října 2010 převzala z rukou českého prezidenta Václava Klause Medaili Za zásluhy v oblasti kultury. V roce 2012 jí byl udělen polský Rytířský kříž Řádu za zásluhy Polské republiky za přínos k rozvoji polsko-českého kulturního dialogu. Ve stejném roce také povýšila na důstojnici francouzského Řádu umění a literatury poté, co jí byl roku 2002 udělen tentýž řád v hodnosti rytíře. Roku 2017 obdržela Českého lva za mimořádný přínos české kinematografii a v roce 2018 získala „zvláštní uznání za mimořádný přínos české filmové kritice“ v rámci Cen české filmové kritiky.

### Osobní život
Byla třikrát vdaná, jejími manžely byli chemik Jan König (studentská láska z vysoké škole), filmový historik Ivo Hepner (1928–1975), z manželství se narodila dcera, a filmový scenárista, pedagog a publicista Zdenek Zaoral (1945–1996).